# Reformiertes Gymnasium Kreuznach
Das ehemalige Reformierte Gymnasium oder Pädagogium von Kreuznach im heutigen Landkreis Bad Kreuznach in Rheinland-Pfalz war ein Gymnasium, das von 1567 bis etwa 1799 bestand.

## Geschichte
Eine Lateinschule hatte in Kreuznach seit etwa dem 14. Jahrhundert bestanden.
Nach Einführung der Reformation wurde 1567 in dem eingezogenen Klostergebäude der Karmeliten an St. Nikolaus – dem sogenannten „Schwarz-Kloster“ – von Kurfürst Friedrich III. von der Pfalz (1515–1576) und Markgraf Philipp II. von Baden (1559–1588) durch ihren gemeinsamen Oberamtmann Carsilius Baier von Bellenhofen ein reformiertes Gymnasium („Pädagogium“) für die Vordere Grafschaft Sponheim errichtet, das die Lateinschule ablöste. Die Errichtung des Kreuznacher Gymnasiums fand in der Grabrede des kurpfälzischen Rates Wilhelm Roding (1549–1603) auf Friedrich III. Erwähnung.

Auszug aus Stauronesus Vangionum illustrata (Übersetzung → Johannes Beusler)

Der Mainzer Professor Johannes Beusler (* um 1498; † 1581) schenkte dem Gymnasium zwischen 1566 und 1571/72 seine umfangreiche Büchersammlung, die philologische, historische, philosophische, theologische, juristische und medizinische Werke enthielt. Viele der Bücher und der Bibliothekskatalog gelangten 1623 mit der Bibliotheca Palatina als Raubkunst aus der kurfürstlichen Bibliothek in Heidelberg, wohin sie 1601 überführt worden waren, nach Rom in die Vatikanische Bibliothek.

“Libri, ante aliquot annos publicis & sacrosanctis usibus dulcissimae suae parcae & piae institutioni eiusdem pueriliae et informeis”

„Die Bücher desselben sind, nachdem die herrlichsten von ihnen vor einigen Jahren in einer notleidenden und frommen Einrichtung in öffentlichem und verehrungswürdigem Gebrauch waren, kindlich zerlesen und unansehnlich.“

Von anderer Hand wurde hinzugefügt: „N[ot]a: Dise Bücher seint ganz Ab khom̅en vnd vielrichend.“
Einer der ersten Lehrer war 1568 Thomas Poppel († 1583/84) aus Beilngries (Belchrysius, Belchrysinus). Er widmete den fürstlichen Stiftern der Schule und dem Kreuznacher Stadtrat 1575 einen neulateinischen Gedichtband über Musentum und Barbarei. In dem Werk werden Johannes Beusler und viele Kreuznacher Honoratioren als Förderer der Schule und Schutzherren (patroni) der Stadt angesprochen: Stadtschultheiss (praetor nostrae urbi) Wolfgang Ludwig von Ortenberg (* um 1500; † 1578), Oberamtmann (praefectus) Nikolaus II. Schenk von Schmidtburg (* um 1534; † 1599), Truchsess Severin Sauer († 1585/87), Landschreiber Ludwig Meyer, der markgräflich badische (Ober-)Amtmann Georg Wilhelm von Sötern († 1593), die Pfarrer Christoph Stollberger (* um 1530/35; † 1583) und Peter Hübener, die Stadtärzte Erhard Neuphart (* um 1517; † um 1597) und Philipp Schopf (* um 1540/45; † 1596) sowie der Pfalz-Simmerer Rat Petrus Sirck und Anton Winder (* um 1535/40; † nach 1600), Magister in siebenfältiger Kunst. Stollberger und Schopf und nach Poppels Andeutung (inspectio ludi) anscheinend auch der Jurist Sirck nahmen als Scholarchen (Schulpfleger) die Schulaufsicht wahr.
Poppel war Lehrer in Oppenheim gewesen, war seit 1568 Diaconus in Kreuznach und wurde ab 1577 Pfarrer der Pfarrkirche St. Sebastian in Oppenheim. Um 1573 wird der Rektor Henrich Bock aus Beelen („Belanus“) erwähnt.
Unter Kurfürst Ludwig VI. von der Pfalz wurde die Schule 1576 kurzzeitig lutherisch. Um 1587 wurde der lutherische Rektor Michael Schweicker († nach 1602) jedoch von den reformierten pfälzischen Räten abgesetzt und fand mit vielen seiner adeligen und bürgerlichen Schüler, die mit ihm die Kreuznacher Schule verließen, Aufnahme in der Lateinschule Weilburg.
Insgesamt hatte das Gymnasium vier Schulmeisterstellen. Die Besoldung der Lehrer erfolgte aus den Einkünften, die dem aufgehobenen Karmelitenkloster zugestanden hatten. Neben dem Gymnasium bestanden eine städtische deutsche Elementarschule und eine Mädchenschule mit einer „Schulfrau“.
Nach der Eroberung Kreuznachs 1620 durch spanische Truppen wechselte das Gebäude mehrfach den Besitzer. Von 1623 bis zur schwedischen Eroberung 1632 und ab der Rückeroberung durch kaiserliche Truppen 1635/36 hatten es die Karmeliter wieder in ihrem Besitz. Johann Leonhard Weidner beklagte 1644 neben dem Niedergang anderer Schulen auch den der „particulier Schulen zu Creuznach“. In den 1650er Jahren scheiterte ein Versuch der Franziskaner, in der überwiegend reformierten Stadt Kreuznach eine katholische Schule zu gründen. Nachdem Ludwig Philipp von Pfalz-Simmern (1602–1655) die Karmeliter wieder vertreiben wollte, erhielten sie das Klostergebäude 1652 auf Druck des Markgrafen Wilhelm von Baden (1593–1677) endgültig zurück. Bei dem Vergleich, der 1661 bestätigt wurde, wirkten der tolerante Mainzer Erzbischof Johann Philipp von Schönborn (1605–1673) und Landgraf Georg II. von Hessen-Darmstadt (1605–1661) als Vermittler.
Für das Reformierte Gymnasium wurde aus baden-durlachischen Mitteln (400 Reichstaler) und aus Erträgen eines Vermächtnisses (1500 Reichstaler), das der in Langenlonsheim an der Pest verstorbene wallonische Bierbrauer Paul Hubert (Huprecht) († 1666) von „Berg“ (Mont bei Theux im Bistum Lüttich) geschenkt bzw. hinterlassen hatte, ab 1662 neben dem Kloster für 900 Reichstaler ein neues Gebäude errichtet. Auch der reformierte Pfarrer und Inspektor (Superintendent) Johann Achenbach (1624–1674) und seine Frau Anna Margaretha Culmann (1628–1675), die zu Beginn der Pestepidemie 1666 ein Gebübde abgelegt hatten, schenkten der Stadt nach dem Abklingen der Seuche 100 Reichstaler für das Gymnasium und den städtischen Almosenfonds. Das neuerrichtete Schulgebäude wurde am 16. April 1689 von französischen Soldaten wieder zerstört und danach zu einem Garten für das Karmeliterkloster gemacht.
Aus den Jahren 1696 und 1706 sind zwei Programme von Schüleraufführungen im Reformierten Gymnasium bekannt. Das Reformierte Gymnasium erhielt, nachdem der Unterricht zwischenzeitlich in Privathäusern abgehalten worden war, von König Friedrich I. in Preußen 1701 Räume im Simmerner Hof in der Hochstraße, der sich in brandenburgischem Besitz befand. 1706 wurde ein zweites neues Gebäude in der Klappergasse 11 nach einem Plan von Bürgermeister Johann Daniel Minsinger errichtet und bezogen. Bis zur französischen Besetzung bzw. zur Angliederung an Frankreich im Frieden von Lunéville bestanden ein reformiertes Gymnasium in der Klappergasse und ab 1717 ein katholisches Gymnasium am Eiermarkt nebeneinander. An beiden Schulen waren je drei Lehrer angestellt, die ihre Besoldung aus dem Fonds der Heidelberger Administration erhielten. Die Schulaufsicht über das Reformierte Gymnasium führte der „Inspektor“ (Superintendent) von Kreuznach.
Im 18. Jahrhundert bestanden in Kreuznach neben den genannten Latein- und Elementarschulen noch eine lutherische und eine jüdische Elementarschule. Mardochai Immanuel aus Böhmisch Leipa, der dort dem Pogrom von 1744 entkommen war, hat als jüdischer Schüler „zu Creutznach die Evangelische Schule frequentiret“ und begann 1751 ein Medizinstudium in Halle. Seit 1759 wurden in der Kurpfalz nur noch Absolventen der Gymnasien in Heidelberg, Mannheim, Neustadt an der Haardt, Frankenthal und Kreuznach zum Universitätsstudium zugelassen.
1795 wurde der Konrektor Heinrich Jakob Eberts (1727–1795) von plündernden französischen Soldaten erschossen. Nach Einziehung der Schulgüter durch den französischen Staat stellte das Reformierte Gymnasium um 1799 den Lehrbetrieb ein; etwas früher musste bereits die Lateinschule der Karmeliten schließen.
Von Lehrer Ernst Karl Kleinschmidt (1775–1847) und Pfarrer Johann Wilhelm Weinmann (1774–1854), dem letzten Konrektor des Reformierten Gymnasiums, wurde 1802 mit Unterstützung des Unterpräfekten Andreas van Recum (1765–1828) im ehemaligen Karmeliterkloster eine private reformpädagogische Schule nach Johann Heinrich Pestalozzi mit 15 Schülern gegründet. Daneben bestand eine von dem ehemaligen Rektor Johann Wilhelm Paniel geleitete Privatschule mit 35 Schülern. Beide Schulen wurden 1803 in eine gemeinsame „Ecole secondaire communale“ umgewandelt, aber 1806 von der Präfektur wieder geschlossen, da ihre Ausstattung nicht den gesetzlichen Erfordernissen – mindestens 3 Lehrer und 50 Schüler – entsprach. Im Jahr XIII der Republik (1804/1805) hatte es an der Schule wegen fehlender Besoldungsmöglichkeiten nur zwei Lehrer und 17 Schüler gegeben.
Die heutige Nachfolgeeinrichtung des Reformierten Gymnasiums und der Lateinschule der Karmeliten ist das aus dem 1807 von Maire Karl Joseph Burret (1761–1828) gegründeten Collège de Creuznach hervorgegangene Gymnasium an der Stadtmauer in Bad Kreuznach.
In dem ehemaligen Schulgebäude des reformierten Gymnasiums in der Klappergasse wurde 1828 eine städtische evangelische Elementarschule eingerichtet. Von 1875 bis 1930 war hier die Städtische Fortbildungsschule (Berufsschule) untergebracht. Das Gebäude wurde am 16. März 1945 bei der Brückensprengung völlig zerstört.

## Schüler
(Auswahl)
- Friedrich Rasorius (Scherer) (um 1553–1614), 1573 immatrikuliert in Heidelberg, ab etwa 1576 reformierter Pfarrer, Epitaph in der Ev. Kirche in Edingen-Neckarhausen
- Kaspar Stemper (* um 1555/57; † 1608/09),[36] etwa 1571/72 bis 1575/76 Schüler der Landesschule für Pfalz-Zweibrücken in Hornbach, immatrikuliert 1576 in Marburg und 1580 in Basel, Jurist, Haushofmeister in Schallodenbach, 1586 Dr. jur. in Basel, Advokat am Reichskammergericht, Ratskonsulent und Syndikus der Stadt Regensburg und pfalz-neuburgischer Rat
- Wigand Spanheim (* um 1560/65; † 1620 oder 1624) aus Kreuznach,[37][38] Sohn des kurpfälzischen Rates Peter Spanheim,  Pfarrer und Humanist, vor 1583 Rektor in Zweibrücken, 1583 bis 1589 Lateinlehrer und Vorsteher des reformierten Gymnasiums der Stadt St. Gallen im ehemaligen Katharinenkloster,[39] seit 1588 Rektor des Pädagogiums in Amberg,[40] Dr. theol. und pfälzischer Kirchenrat in Amberg, verheiratet mit Renata Tossanus, Tochter von Professor Daniel Tossanus d. Ä. (1541–1602), Stammvater der Gelehrtenfamilie Spanheim, Vater von Friedrich Spanheim d. Ä. (1600–1649)[41]

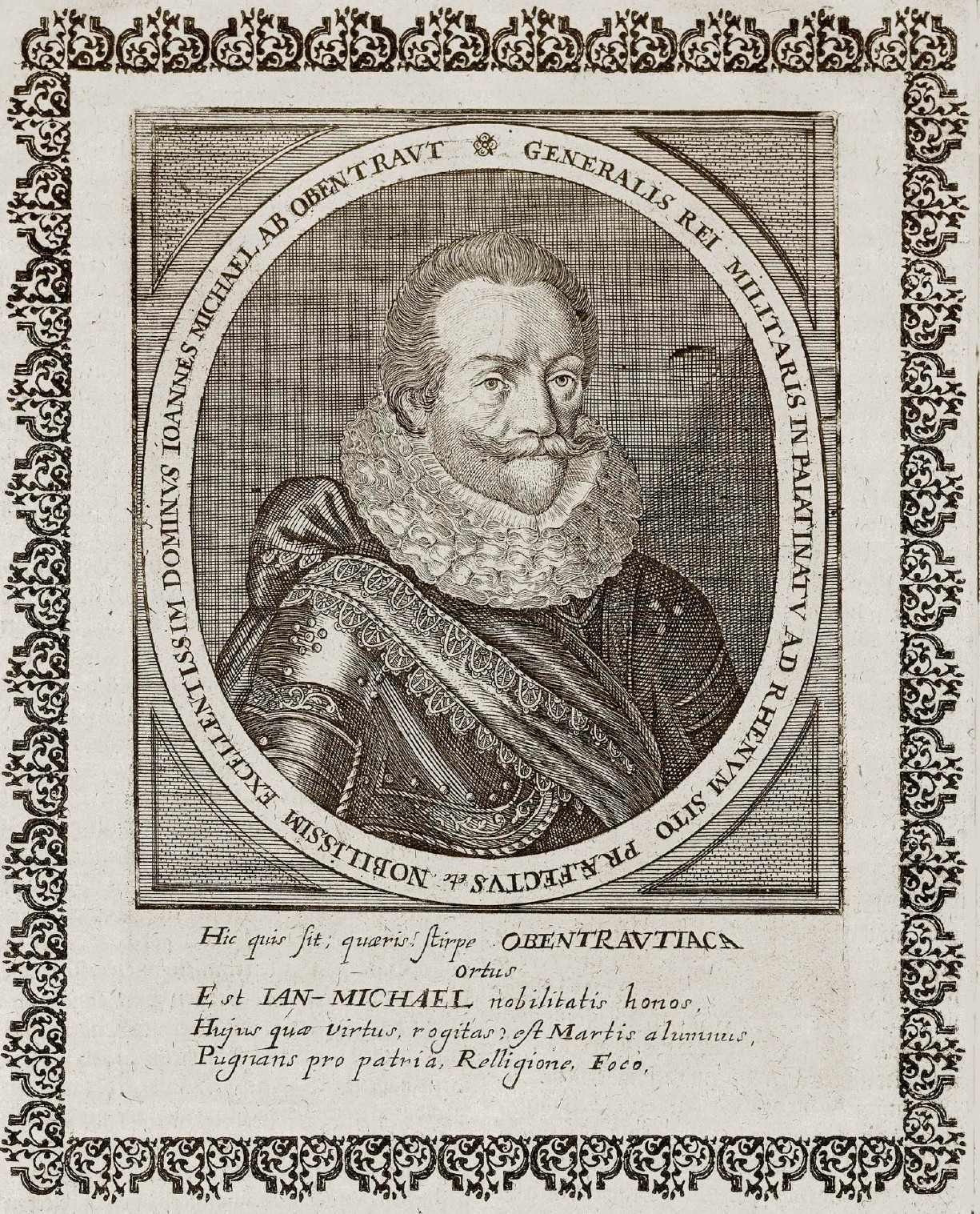
Hans Michael von Obentraut

- Hans Michael Elias von Obentraut (1574–1625), Reitergeneral im Dreißigjährigen Krieg, der oft als Vorbild des „Deutschen Michel“ gilt, Grabmal in der Marktkirche Hannover
- Johann (Hans) Philipp Boos von Waldeck (1577–1632) zu Montfort, Sohn des Anton Boos von Waldeck († 1585), vertrieben nach Weilburg,[20] konvertierte um 1600 zum Katholizismus, kurtrierischer Vogt zu Beulich, Amtmann zu Wesel, zu Boppard, später kurpfälzischer Amtmann zu Meisenheim, Epitaph in der Schloßkirche zu Meisenheim
- Hans Georg von Koppenstein († 1626) zu Mandel, vertrieben nach Weilburg,[20] erbaute 1624 das Jagdschloss Mandel, Grabdenkmal befand sich noch 1751 in der Evangelischen Pfarrkirche Mandel
- Johann Adam Vogt zu Hunolstein (* um 1575; † 1635/36) zu Lorch, Herr zu Züsch, aus Merxheim, Sohn des Johann Vogt zu Hunolstein (* 1532; † nach 1579), vertrieben nach Weilburg,[20] 1598 Stammbucheinträger in Lyon, erhielt 1603 das Haus Sötern
- Johann Schweikhard d. J. von Sickingen (* um 1575/80; † 1625) zu Ebernburg, Sohn von Johann Schweikhard d. Ä. von Sickingen (1541–1589) zu Ebernburg, vertrieben nach Weilburg,[20] die Familie trat unter dem Einfluss seiner zweiten Frau (⚭ 1610) Maria Margaretha von Heddesdorf zum Katholizismus über
- Nikolaus Lorum (Lohrum; Lohrheim,[42] Lottum) (1577–1669), Studium 1595 in Heidelberg, 1597 in Genf und 1598/99 in Orleans, seit 1607, 1627 Ratsmitglied, Besitzer des Burghauses „Zum Braunshorn“, lieh der Stadt 1621 für Kontributions-Zahlungen an Ambrosio Spinola 1000 Gulden,[43] 1626 bis 1653 im Dreißigjährigen Krieg stellvertretender Bürgermeister (Unterschultheiss) in Kreuznach[44]
- Johannes Konrad Monaeus (1603–1648),[45] 1621 immatrikuliert auf dem Pädagogium in Marburg und 1628 auf dem Gymnasium Illustre zu Bremen,[46] begleitete als Hofmeister Rudolf Wilhelm zu Innhausen und Knyphausen auf seiner Kavalierstour durch Frankreich, Italien und England, 1637 immatrikulierten er und sein Schüler sich in Genf, 1642 Professor der Rechtswissenschaft in Rinteln, 1643 Dr. jur.,[47] gräflich schaumburgischer Gesandter in Schweden und Kassel und ab 1645 Professor in Groningen
- Johannes Nicolaus Sellius (* um 1620/25; † 1697), Oktober 1646 „Palatinus. Gratis quia exul“, immatrikuliert in Groningen, veröffentlichte ein „Euphemion“ (Lobrede) zur Erklärung der Generalstaaten in ’s-Gravenhage über das Verhältnis der Ommelande zu Groningen vom 7. August 1649,[48] verfasste 1649 in Auseinandersetzung mit René Descartes’ Dissertatio de methodo recte regendae rationis, & veritatis in scientiis investigandae[49] eine Disputatio philosophica practica als „Crucenaco-Palatinus“ unter Tobias Andreae d. J. (1604–1676) aus Braunfels,[50] später Philologe, Rektor des Gymnasiums in Wesel, 1650 in Groningen Stammbucheinträger bei Philippus Baldaeus, heiratete am 10. März 1655 in Groningen Sibilla Janssen, Witwe von Reinder Reinders, viele Veröffentlichungen
- Johann Ludwig Kilian (Chilianus) (* um 1628; † um 1684), 1648 Diakon in Orsoy, September 1649 als „Stauroneso-Palatinus inf., a. 21“ immatrikuliert in Groningen zum Theologiestudium, 1650 Disputatio theologica de vita aeterna, sexta[51] bei Matthias Pasor, 1651–1652 Pfarrer in Erbes-Büdesheim, (1674) 1677–1684 reformierter Pfarrer und Inspektor in Kaiserslautern
- Otto Reinhold Hecht (1643–1693),[52] wechselte auf das Reformierte Gymnasium in Heidelberg,[53] Studium in Heidelberg, 1662 Marburg, 1665 Duisburg und Sedan, 1669 pfalz-zweibrücker Amtskeller (Cellarius) in Stadecken, begraben im Chor der Wörthkirche[54]
- Friedrich von Pawel-Rammingen (* 1651), August 1675 als „Crucenago-Pal. 24. J.“ immatrikuliert in Leiden, 1680 Hauptmann der Burg Schloßböckelheim,
- Karl Konrad Achenbach (1655–1720), wechselte auf das Reformierte Gymnasium in Heidelberg,[53] 1674 immatrikuliert in Groningen, 1675 in Utrecht und Marburg, 1677 in Heidelberg, 1678 bis 1681 Hofprediger der verwitweten Pfalzgräfin Marie von Oranien-Nassau (1642–1688), 1682 Pfarrer in Kreuznach, 1684 Zweiter Hofprediger und 1693 Kirchenrat in Heidelberg, 1696 bis 1700 Professor für Theologie in Heidelberg, 1699 Rektor der Universität Heidelberg, Hofprediger 1700 in Halle und 1702 in Berlin, zahlreiche Veröffentlichungen[55]
- Karl Ludwig Tolner (1660–1715),[56] nach dem frühen Tod des Vaters Truchseß Johann Karl Tolner († um 1665) mit seiner Mutter Agathe Agnes von Spina (1622–1691), einer Tochter von Peter de Spina III. (1592–1655), nach Heidelberg übersiedelt, kurfürstlicher Rat, pfälzischer und hessischer Historiograph,[57] Grabmal in der Universitätskapelle der St. Peterskirche in Heidelberg
- (vielleicht) Carl Casimir von Steinkallenfels (* 1661), Sohn von Oberstmarschall Kasimir Heinrich von und zu Steinkallenfels (1634–1693), 1676 auf dem Heidelberger Gymnasium, 1681 immatrikuliert in Leiden.
- Johann Bernhard Gladbach (1671–1728)[58] aus Trarbach, Sohn des Kreuznacher Stadtphysikus Johann Peter Gladbach (1647–1701), 1688 immatrikuliert auf dem Gymnasium Illustre zu Bremen, 1692 Promotion in Leiden zum Dr. med., seit 1697 Arzt in Frankfurt am Main, Kurmainzer Hofrat und Leibmedicus, 1707 von Melchior Friedrich Graf von Schönborn-Buchheim zum Kaiserlichen Hofpfalzgraf ernannt, 1713 Leibarzt des Fürsten Eugen Alexander von Thurn und Taxis,[59] einige medizinische Veröffentlichungen, Vater der Frankfurter Ärzte Cornelius Gladbach (1706–1781) und Johann Adolph Gladbach (1716–1793)
- Friedrich Reinhard Flad (1672–1730),[60] Sohn des Oberamtsassessor zu Kreuznach und Amtskeller zu Disibodenberg Philipp Peter Flad († 1716/24), Studium in Herborn, Heidelberg, Frankfurt an der Oder und Gießen, 1699 kurpfälzischer Hofgerichtsrat, um 1707 Ehegerichtsrat und 1715 Kirchenrat, Grabmal im Chor der St. Peterskirche in Heidelberg
- Weiprecht Gladbach (1672–1753), ebenfalls Sohn des Stadtphysikus Johann Peter Gladbach, 1694 immatrikuliert in Gießen, ab 1695 Inhaber der Schwanenapotheke, einer der Vorsteher der lutherischen Gemeinde
- Johann Adolph Gladbach (1679–1739), ein weiterer Sohn des Stadtphysikus, 1698 Studium der Medizin auf dem Gymnasium Illustre zu Bremen,[61] 1701 Promotion in Erfurt,[62] 1713 Feldarzt des Oberrheinischen Reichskreises,[59] 1715 Arzt in Frankfurt am Main, Vater des Anhalt-Zerbster Leibarztes Johann Adolph Gladbach (1715–1785)[58]
- Johann Peter Bens (Bentz; Binzius) (1679–1764), Sohn von Johann Jacob Binz aus Bülach, Seiler in Usingen, studierte 1697 mit seinem Bruder Hugo Philippus Binz aus Kreuznach (dieser wurde 1694 zusammen mit Philipp Otto Bambach († 1699) „Crucenaco Palatin.“ in Bremen immatrikuliert) kommend in Zürich,[63] ab 1705 bis zu seinem Tod Reformierter Hof- und Stadt-Prediger in Usingen, verfasste 1738 die Leichenpredigt auf Fürstin Charlotte Amalie von Nassau-Dillenburg (1680–1738), Witwe des Fürsten Wilhelm Heinrich von Nassau-Usingen,[64]
- Franz Philipp Achenbach († 1696), wechselte auf das Reformierte Gymnasium in Heidelberg,[53] 1690 mit seinem Bruder Johann Jakob auf dem Gymnasium Illustre Bremen, 1694 immatrikuliert in Groningen; zu seinem frühen Tod erschien eine Gedenkschrift der Universität, zu der u. a. Abraham Ampt (* um 1677 in Mutterstadt; † 1731 als Pfarrer von Gau-Odernheim) beitrug[65]
- Philipp Reinhold (von) Hecht (1677–1735), Studium in Halle,[66] Jurist, gräflich wartenbergischer Rat und königlich preußischer Geheimer Hofrat, preußischer Resident beim Oberrheinischen Kreis in Frankfurt von vor 1711 bis 1735, geadelt
- Carl Friedrich Gladbach (1690–1736),[67] Bruder von Bernhard, Adolph und Weiprecht Gladbach (s. o.), Studium in Altdorf und Paris, 1713 Promotion in Altdorf,[59] Hof- und Leibchirurg König Georgs I. von Großbritannien, Kurfürst von Braunschweig-Lüneburg, in Hannover, Impf-Pionier, Korrespondenzpartner von Christoph Jacob Trew (1695–1769)[68]
- Johann Jakob Wundt (1701–1771)[69][70] aus Monzingen, 1725 Pfarrer in Sobernheim, Inspektor 1733 in Alzey und 1735 in Kreuznach, 1750 Professor für Theologie in Heidelberg
- Johann Friedrich Ludwig Wundt (1714–1767) aus Kreuznach,[71] Bruder von Johann Jakob Wundt,  pfälzischer Regierungsrat und Direktor des reformierten Kirchenrats, Grabmal in der Universitätskapelle der St. Peterskirche in Heidelberg
- Johann Heinrich von Carmer (1720–1801), preußischer Großkanzler und Justizreformer
- Johann Jakob Welcker (1724–1817), Studium 1741 in Marburg und Heidelberg, Pfarrer in Einselthum, ab 1777 in Offenheim
- Georg Friedrich Casimir Stahlschmidt (1728–1804), Sohn von Johann Franz Stahlschmidt (1700–1745) aus Herborn und Susanna Amelie Minsinger, Enkel des Kreuznacher Bürgermeisters Johann Daniel Minsinger, 1746 Studium in Basel, Straßburg, Marburg und Halle, Pfarrer 1754 bis 1758 in Jeßnitz und ab 1758 in Freckleben

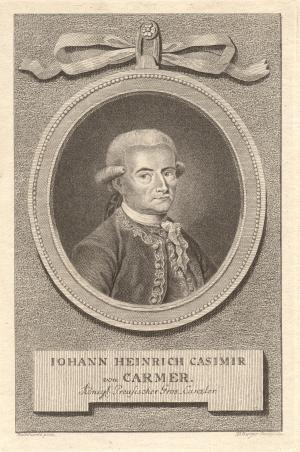
Johann Heinrich von Carmer

- Johann Heinrich Andreae (1728–1793),[72] Gymnasialrektor in Düsseldorf und Heidelberg und Historiker, Verfasser von Crucenacum palatinum[73][74]
- Johann Philipp Klingenschmidt (* um 1734; † 1822), 1755 immatrikuliert in Marburg, Privatier; Auseinandersetzungen um sein Testament führten zur kurzzeitigen Verhaftung der Superintendenten Carl Christoph Eberts (1768–1831) und Johann Wilhelm Schneegans (1776–1853), des Arztes Friedrich Carl Grimmel und des Notars Carl Born[75]
- Christian Zwilling (1738–1800), 1756 Studium in Heidelberg, 1758 in Franeker, reformierter Gesandtschaftsprediger, Konsistorialrat, hessen-homburgischer Hofprediger in Homburg vor der Höhe
- Daniel Ludwig Wundt (1741–1805)[70], 1765 Pfarrer in Ladenburg, Inspektor 1770 in Oppenheim und 1773 in Kreuznach, 1787 Professor in Heidelberg, Freund von Johann Heinrich Jung-Stilling (1740–1817), den er 1782 in Kreuznach mit dessen zweiten Frau Susanne (Salome) Maria („Selma“) von St. George (1760–1790) traute
- Friedrich Müller (1749–1825), musste den Schulbesuch nach dem Tod seines Vaters abbrechen, Maler, Kupferstecher und Dichter des Sturm und Drang
- Johannes Königsfeld (1774–1851), Sohn eines Weingutsbesitzers, 1791 immatrikuliert in Heidelberg, 1792 „Bernhardiner“-Stipendiat an der Universität Utrecht[76] 1804–1807 Pfarrer in Kaldenkirchen, 1807–1851 in Düren, auch 1825–1838 Superintendent für die Synode Jülich, starb in Düren, seine Gebeine wurden aus der reformierten Kirche in die Grabstätte von Rudolf Schenkel überführt (Gedenkstein). Seine Frau Constanze, nach der 1973 eine Straße benannt wurde, war 1841 Mitgründerin des Evangelischen Frauen-Vereins zu Düren, Träger einer Kleinkinder-Verwahranstalt.
- Philipp Casimir Conradi (1784–1849) aus Wonsheim bzw. Waldböckelheim, vom Idealismus (Junghegelianismus) beeinflusster Pfarrer und theologisch-philosophischer Schriftsteller; er erlebte um 1799 die Schließung der Schule und musste Privatunterricht nehmen[33]

## Lehrer
- Thomas Poppel († 1583/84) aus Beilngries, 1568, 1575 in Kreuznach erwähnt, ab 1577 Pfarrer in Oppenheim, unterschrieb dort 1581 das Konkordienbuch, Herausgeber einer Hochzeits-Festschrift für Gottfried Hesshus (1554–1625),[77] Sohn des Tilemann Hesshus, 1583 als Lutheraner von Pfalzgraf Johann Kasimir vertrieben[78]
- Henrich Bock aus Beelen, 1573 als Rektor erwähnt
- Alexander Saur (Saurius) (* um 1549; † nach 1582) aus Frankenberg,[79][80] älterer Bruder von Abraham Saur, 1570 Magister-Promotion in Marburg, 1571 bis 1578 Lehrer am Pädagogium in Marburg, 1574 Eheschließung in Frankenberg mit Elisabeth Gömpel aus Biedenkopf, 1578 bis 1582 Rektor in Kreuznach, später Stadtschreiber (Syndikus) in Worms[81][82]
- Caspar Laudismann († nach 1623) aus Goldberg in Schlesien, 1582 Praezeptor in Kreuznach, 1583 immatrikuliert in Heidelberg, später Jurist, Hofrat in Mömpelgard und Brieg, philologische Veröffentlichungen
- Michael Schweicker (* um 1550; † nach 1602) aus Schwäbisch Hall, jüngerer Bruder von Thomas Schweicker (1540/41–1602), 1574 immatrikuliert in Tübingen, 1577 Magister, Lehrer in Kreuznach, um 1587 als Lutheraner vertrieben, 1588 bis 1593 Rektor in Weilburg, 1596 „Ludimoderator“ und 1598 „4. Classis Praeceptor“ in Frankfurt am Main
- Johannes Adam († nach 1628) aus Rügenwalde,[83] 1591 bis 1595 am Reformierten Gymnasium, Pfarrer und Superintendent in Heppenheim, Gegner der Hexenprozesse, verheiratet mit Sarah Helm, Tochter von Lambert Ludolph Helm (1535–1596)

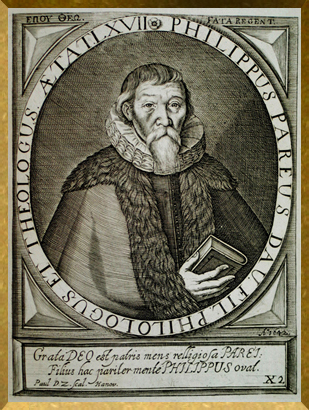
Johann Philipp Pareus

- Johann Philipp Pareus (1576–1648) aus Heinsbach,[84] Magister artium, durch Paul Melissus 1600 zum Dichter gekrönt, 1601 zum Rektor des Reformierten Gymnasiums berufen,[85] Latinist und Plautus-Forscher, später Rektor am Casimirianum Neustadt und in Hanau
- Melchior Angerus (* um 1580/85) aus Mutterstadt, Sohn des Heidelberger Hofpredigers Melchior Angerus (1547–1607), 1600 immatrikuliert in Heidelberg, 1600 Kantor und Präzeptor am Reformierten Gymnasium
- Konrad Monäus, 1602 Rektor; Vater von Johannes Konrad Monaeus (1603–1648)
- Abraham Kimedoncius[86] (* zwischen 1578 und 1584; † vor 1625) aus Gent, Sohn von Jakob tho Kymmendonck (um 1550–1596)[87], 1603 bis 1605 Professor für Hebräisch in Heidelberg, 1605 bis 1608 Rektor in Simmern, 1608 bis 1613 Rektor am Reformierten Gymnasium Kreuznach, ab 1613 Professor der Logik in Heidelberg, 1620 Dekan der Artisten-Fakultät, Stiefenkel von Heinrich Smetius (1537–1614) und Schwager von Jan Gruter (1560–1627)
- Johann Haaß († nach 1626), vermutlich aus Heppenheim an der Bergstraße, 1613 bis 1625 „Rector scholae Crucenacensis“, von den Spaniern vertrieben, 1626 Heppenheimer Ausmärker
- Johann Baptist Zaberer (um 1600–1651) aus Ladenburg, 1616 immatrikuliert in Heidelberg, 1625 bis 1628 Schulmeister in Kreuznach, von hier vertrieben, 1646/49 bis 1651 reformierter Pfarrer in Neckarau und Mannheim
- Johannes Nikolaus Zimmermann aus der Grafschaft Sponheim, gekrönter Dichter, Vize-Hofpfalzgraf, 1638,[88] 1641 Rektor des Reformierten Gymnasiums (bis 1646), 1646 Rektor in Elberfeld, 1648 in Kleve, 1650 in Heidelberg, 1651 in Oppenheim
- Cornelius Borchard († 1673) aus Duisburg, 1643 bis 1673 Rektor, auch Pfarrer in Hackenheim
- Johann Conrad Timann († 1690) aus Neckargemünd, Konrektor
- Caspar Friedrich Martini († 1710), wohl aus Weberstadt in Thüringen, 1675 Rektor, 1681 bis 1685 vermutlich Pfarrer in Schellerten, dann in Alfeld
- Daniel Ochsner († nach 1701) aus Zürich, Pfarrer in Alterswyl bei Zürich, Lehrer in Weinheim und Heidelberg, 1682 Lehrer und nach 1701 bis 1719 Konrektor des Reformierten Gymnasiums
- Christian Fickeisen (1653–1701) aus Neustadt, 1686 bis 1701 Rektor, als Rektor in Kreuznach gestorben
- Johann Jakob Piscator (* vor 1656; † 1746) aus Herborn, 1682, 1724 Lehrer und 1733 bis 1746 Konrektor des Reformierten Gymnasiums, wurde über 90 Jahre alt
- Johann Daniel Humbert († 1707) aus Frankenthal,[89] um 1672 Rektor in Heidelberg, 1693 vor französischen Truppen nach Nürnberg geflohen, 1693 deutsch-reformierter Pfarrer in Erlangen, 1702 Rektor des Reformierten Gymnasiums,[90] vollzog 1706 den Umzug in die Klappergasse, dann als Rektor nach Heidelberg berufen
- Johann Philipp Frohn (1680–1755) aus Allendorf,[91] 1697 immatrikuliert in Marburg, 1708 bis 1724 Rektor des Reformierten Gymnasiums, 1724–1739 Pfarrer in Schweigern, 1739–1750 in Mußbach, 1750–1755 in Haßmersheim
- Johann Martin Spieß (1691–1772)[92] aus Hanau, um 1715 bis 1720 am Reformierten Gymnasium, Komponist, später Organist in Bergzabern, Heidelberg und Bern
- Johann Henrich Karbach (1706–1769) aus Kreuznach, bis 1743 Lehrer am Reformierten Gymnasium, danach Pfarrer in Stadecken und in Pfiffligheim bei Worms
- Johann Philipp Eberts aus Kreuznach, von 1720 bis 1733 Lehrer am Reformierten Gymnasium
- Johann Casimir Wundt († nach 1753) aus Kreuznach, Bruder von Johann Jakob Wundt und Friedrich Ludwig Wundt, seit 1743 Lehrer
- Johann Werner (Wernhardus) Reutel († 1734) aus Allendorf an der Werra,[93] Studium in Marburg, ab 1719 bis 1733 Konrektor[94]
- Johann Philipp Widder (1696–1734) aus Oppenheim,[95] Studium in Heidelberg, Groningen und Franeker, 1723 Rektor der Elementarschule in Oppenheim, 1724 bis 1725 Rektor des Reformierten Gymnasiums, danach Pfarrer und Kirchenrat in Mannheim, lehnte einen Ruf von König Friedrich Wilhelm I. in Preußen (1688–1740) nach Berlin ab, Vater von Friedrich Adam Widder
- Johannes Sebastian Lorbacher († 1779) aus Kreuznach, Studium in Marburg, ab 1746 Konrektor des Reformierten Gymnasiums
- Christian Brünings (1702–1763) aus Bremen,[96] seit 1725 Rektor des Reformierten Gymnasiums,[97] 1734 Pfarrer in Mannheim, 1740 Professor der Theologie und Pfarrer an St. Peter in Heidelberg, Vater von Christian Brünings (1736–1805)
- Johann Melchior Brünings (1711–1760) aus Bremen, Bruder von Christian Brünings, 1735 bis 1760 Rektor des Reformierten Gymnasiums, Pfarrer in Groß-Winterheim und Bosenheim
- Philipp Heinrich Paniel (1710–1774) aus Kreuznach,[98] ab 1746 Konrektor, 1760 bis 1774 Rektor des Reformierten Gymnasiums, Großvater von Carl Friedrich Wilhelm Paniel[99] und Urgroßvater von Ludwig Häusser[100]
- Henrich Jakob Eberts (1727–1795) aus Kreuznach, Konrektor des Reformierten Gymnasiums, von plündernden französischen Soldaten erschossen
- Johann Wilhelm Paniel (1749–1807) aus Kreuznach, seit 1774 letzter Rektor des Reformierten Gymnasiums
- Friedrich Paul Dilg aus Kreuznach, 1768 immatrikuliert in Heidelberg, 1772, 1794 Lehrer